# Calciatore dell'anno (Georgia)
Calciatore georgiano dell'anno (საქართველოს წლის ფეხბურთელი) è un premio calcistico assegnato attraverso un sondaggio condotto dai giornalisti della Georgia dal giornale "Sarbieli". A partire dal 2006, anche la Lega dei club georgiani (PFL) attribuisce, parallelamente, tale premio.
Le prime due edizioni vennero organizzate dalla Federazione calcistica georgiana (GFF).

## Albo d'oro - GFF
- 1990 - Temuri Ketsbaia,  Dinamo Tbilisi
- 1992 - Mikhail Jishkariani,  Tskhumi Sukhumi

## Albo d'oro -Sarbieli
| Anno | Giocatore           | Squadra                        |
| ---- | ------------------- | ------------------------------ |
| 1993 | Giorgi Kinkladze    | Dinamo Tbilisi Saarbrücken     |
| 1994 | Shota Arveladze     | Trabzonspor Dinamo Tbilisi     |
| 1995 | Akaki Devadze       | Shevardeni Tbilisi Rostselmash |
| 1996 | Georgi Kinkladze    | Manchester City                |
| 1997 | Temuri Ketsbaia     | AEK Atene Newcastle Utd        |
| 1998 | Shota Arveladze     | Ajax                           |
| 1999 | Zaza Janashia       | Lokomotiv Mosca                |
| 2000 | Levan Kobiašvili    | Friburgo                       |
| 2001 | K'akhaber K'aladze  | Milan                          |
| 2002 | K'akhaber K'aladze  | Milan                          |
| 2003 | K'akhaber K'aladze  | Milan                          |
| 2004 | Aleksandre Iashvili | Friburgo                       |
| 2005 | Levan Kobiašvili    | Schalke 04                     |
| 2006 | K'akhaber K'aladze  | Milan                          |

| Anno | Giocatore              | Squadra            |
| ---- | ---------------------- | ------------------ |
| 2007 | Shota Arveladze        | AZ Alkmaar Levante |
| 2008 | Aleksandre Iashvili    | Karlsruher         |
| 2009 | Jano Ananidze          | Spartak Mosca      |
| 2010 | Giorgi Merebashvili    | Vojvodina Novi Sad |
| 2011 | K'akhaber K'aladze     | Genoa              |
| 2012 | Guram Kashia           | Vitesse            |
| 2013 | Guram Kashia           | Vitesse            |
| 2014 | Saba Kvirkvelia        | Rubin Kazan        |
| 2015 | Jaba K'ank'ava         | Stade de Reims     |
| 2016 | Tornike Okriashvili    | Krasnodar          |
| 2017 | Saba Kvirkvelia        | Lokomotiv Mosca    |
| 2018 | Giorgi Chakvetadze     | Gent               |
| 2019 | Jaba K'ank'ava         | Tobyl              |
| 2020 | Khvicha K'varatskhelia | Rubin              |
| 2021 | Khvicha K'varatskhelia | Rubin              |
| 2022 | Khvicha K'varatskhelia | Napoli             |
| 2023 | Khvicha K'varatskhelia | Napoli             |
| 2024 | Giorgi Mamardashvili   | Valencia           |

## Albo d'oro - PFL
- 2006 - Shota Arveladze  AZ Alkmaar
- 2007 - Shota Arveladze  AZ Alkmaar/ Levante
- 2008 - K'akhaber K'aladze  Milan